# Hrvatska Dubica
Hrvatska Dubica is een gemeente in de Kroatische provincie Sisak-Moslavina.
Hrvatska Dubica telt 2341 inwoners (2001). De oppervlakte bedraagt 131 km², de bevolkingsdichtheid is 17,9 inwoners per km².

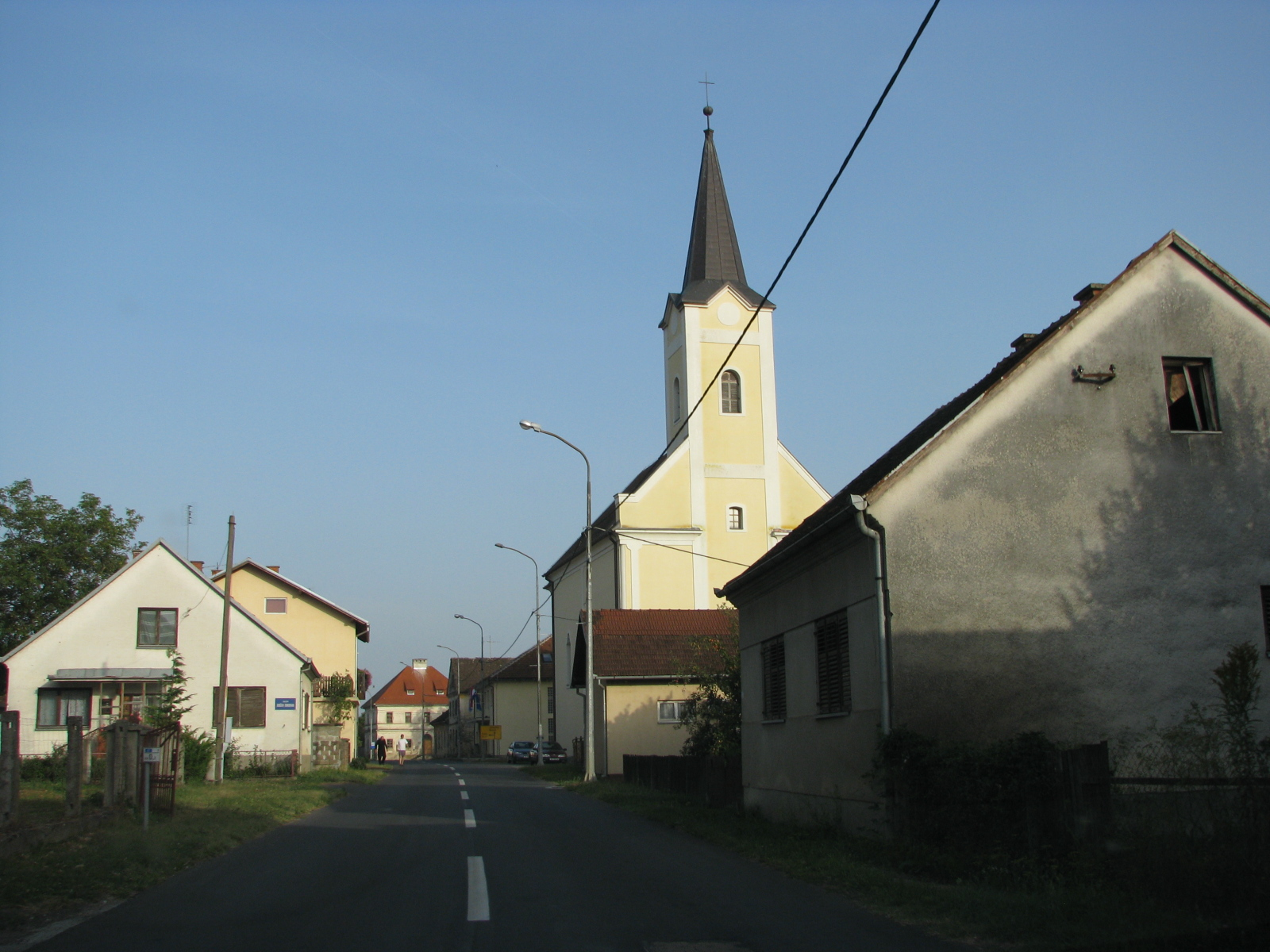
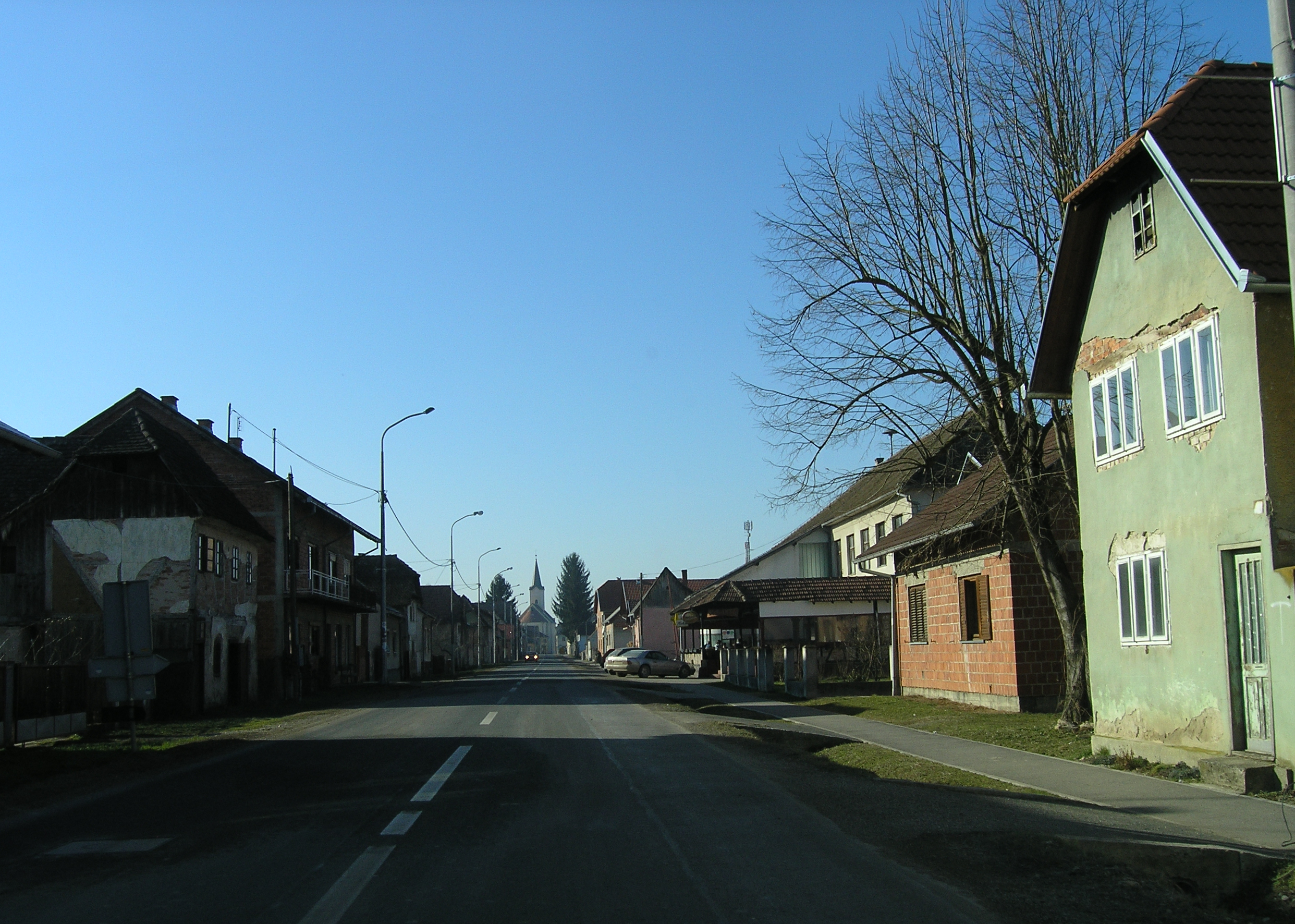

## Plaatsen in de gemeente
- Baćin - 321 inwoners (2001)
- Donji Cerovljani - 90
- Gornji Cerovljani - 142
- Hrvatska Dubica - 987
- Slabinja - 317
- Živaja - 484

Steden (gradovi): Sisak · Glina · Hrvatska Kostajnica · Kutina · Novska · Petrinja

Gemeenten (općine): Donji Kukuruzari · Dvor · Gvozd · Hrvatska Dubica · Jasenovac · Lekenik · Lipovljani · Majur · Martinska Ves · Popovača · Sunja · Topusko · Velika Ludina